# Gehärte
Gehärte ist eine Hofschaft in Halver im Märkischen Kreis im Regierungsbezirk Arnsberg in Nordrhein-Westfalen (Deutschland).

## Lage und Beschreibung
Gehärte liegt auf 375 Meter über Normalnull auf einem Höhenzug zwischen den Tälern der Hälver und der Volme im nordöstlichen Halver unmittelbar an der Stadtgrenze zu Lüdenscheid. Der Ort ist über eine Zufahrt zu erreichen, die bei Ostendorf von der Bundesstraße 229 abzweigt und auch Halverscheid anbindet. Weitere Nachbarorte sind Heesfeld und die Heesfelder Mühle, Husen und die Lüdenscheider Ortsteile Wahrde, Winkhausen und Brügge.

## Geschichte
Gehärte wurde erstmals 1778 urkundlich erwähnt und entstand vermutlich zwischen 1740 und 1770 als ein Abspliss von Halverscheidt.
Im Jahre 1818 lebten sieben Einwohner im Ort. 1838 gehörte Gehärte unter dem Namen Geherte der Oeckinghauser Bauerschaft innerhalb der Bürgermeisterei Halver an. Der laut der Ortschafts- und Entfernungs-Tabelle des Regierungs-Bezirks Arnsberg als Kotten kategorisierte Ort besaß zu dieser Zeit ein Wohnhaus und ein landwirtschaftliches Gebäude. Zu dieser Zeit lebten acht Einwohner im Ort, allesamt evangelischen Glaubens.
Das Gemeindelexikon für die Provinz Westfalen von 1887 gibt eine Zahl von vier Einwohnern an, die in einem Wohnhaus lebten.